# دوامية

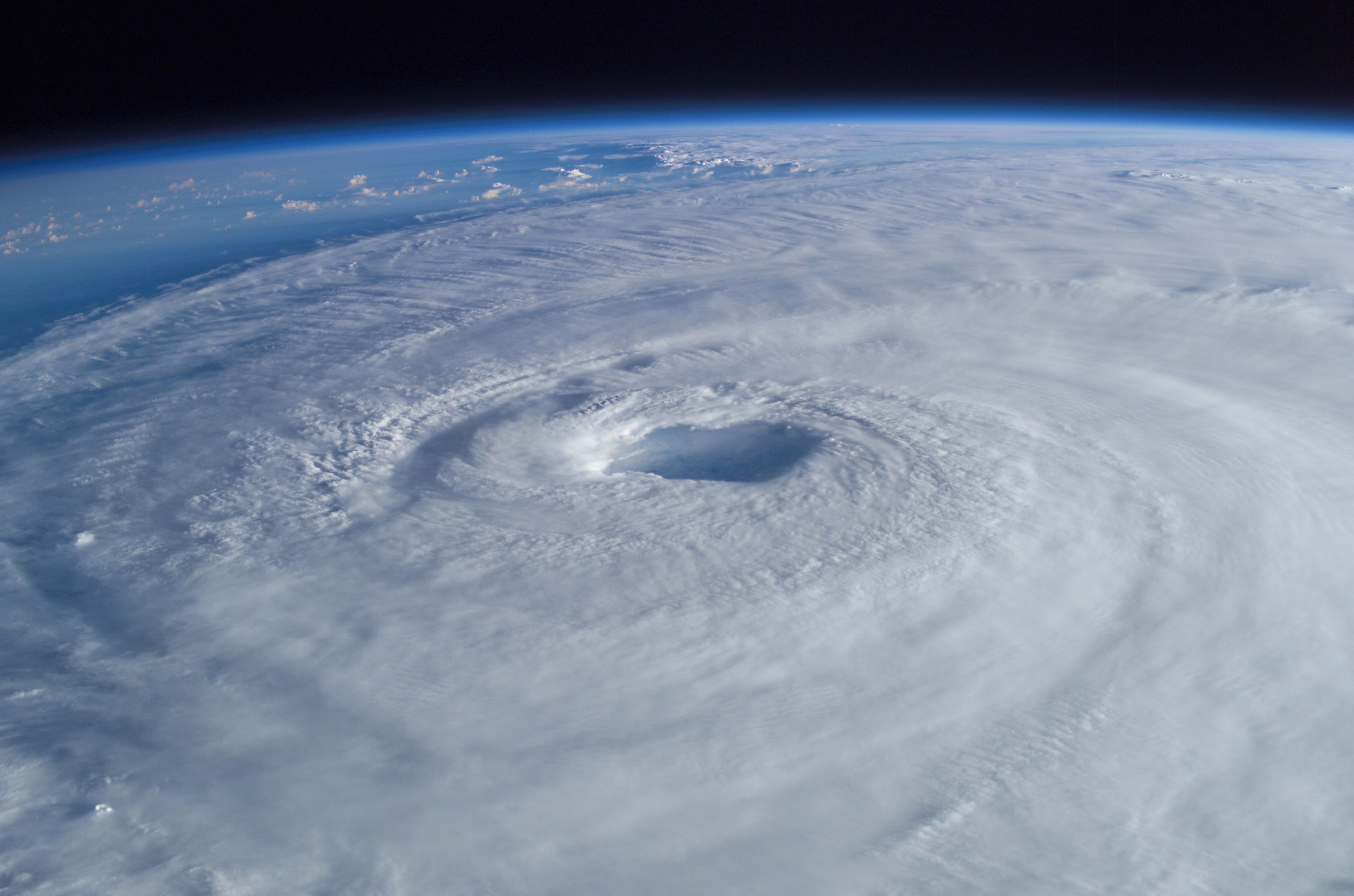
الإعصار من الظواهر الطبيعية التي يتجلى فيها مبدأ الدوامة

الدردورية أو الدوامية (بالإنجليزية: Vorticity)‏ ورمزه {\displaystyle \omega } مبدأ في علم جريان الموائع يعرف في أبسط صوره على أنه مقياس لمدى ميل أجزاء المائع للف والاستدارة. بناء على ذلك، فإن الدردورية يمكن حسابها برصد مدى تغير الدوران في مساحة صغيرة وكلما استدق الرصد وصغرت المساحة كان القياس أحرى للدقة. من أجل ذلك فإن الدردورية تعرف رياضيا على أنها التغير المتناهى في الصغر لدوران المائع ضمن مساحة موحلة كذلك في الصغر. أي أن الدردورية تعطى بالصيغة التالية:
{\displaystyle \omega ={\frac {d\Gamma }{dA}}}
حيث :{\displaystyle {d\Gamma }} تغير الاستدارة مقسومة على :{\displaystyle {dA}} التغير الطفيف في المساحة.
كما يمكن تعريفها بصيغة أخرى هي تدور السرعة، رياضيا:
{\displaystyle {\vec {\omega }}={\vec {\nabla }}\times {\vec {v}}}
حيث :{\displaystyle {\vec {v}}} مجال متجهي يمثل سرعة المائع.
في الجوامد من الملائم أن توصف دورانية الأجسام باستعمال السرعة الزاوية أما في الموائع التي يتغير شكلها فليس من الدقة ولا الهولة وصف دورانيتها بالسرعة الزاوية. بل يفضل أن توصف بدردوريتها وحسابها خطوة مهمة في حساب السرعة الكلية للمائع.

## أهميتها
حظي مفهوم الدردورية بأهمية معتبرة في علوم جريان الموائع الحديثة. حيث حازت الحركة الدردورية نكهة مميزة سواء بين تحليلها على مستوى الجزيئيات (الاغرانجيانية) أو على مستوى تفسيرها الميكانيكي لتدفق الموائع. على سبيل المثال، بمكن لمفهوم الدردورية أن يفسر تفسيرا كاملا سيرورة انطفاء شمعة بنفخة هواء. لكن لفهم هذه السيرورة يجب إدراك أهمية ما يسمى حلقة الدردرة التي تنشأ مع النفخة وتنتشر باتجاه الشمعة لتطفئها. لكن للإحاطة بمفهوم حلقة الدردرة ينبغي أولا إستيعاب الحركة الدردورية استيعابا وافيا. و على بالرغم من أنه يمكن تفسير الحدث بالتفسير التقليدي بحسابات السرعة والضغط لكن الأمر حينها سيكون في غاية التعقيد مقارنة بالتفسير الأول. وعودا على بدء، فإن مفهوم الدردورية قادر كذلك على وصف غير ظاهرة من ظواهر الموائع وهذا المثال على سبيل الإيضاح لا الحصر.
الدوامية تعبر عن درجة الانحناء ( الحركة الدائرية ) في الحركة الانسيابية لللهواء, ويعبر عنها بالعلاقة التالية:
الدوامية= ر/نق
حيث: ر= سرعة جزيئات الهواء المتحركة بشكل دائري
نق= نصف قطر الانحناء
وأي تزايد في سرعة جزيئات الهواء , أو تناقص في نصف قطر الانحناء سينجم عنه تزايد في الدوامية أو المغزلية.